# Nonagria nervosa
Nonagria nervosa är en fjärilsart som beskrevs av Eugen Johann Christoph Esper 1790. Nonagria nervosa ingår i släktet Nonagria och familjen nattflyn. Inga underarter finns listade i Catalogue of Life.